# Псевдосфромен
Псевдосфромен (Pseudosphromenus) — рід лабіринтових риб з родини осфронемових (Osphronemidae), підродина макроподових (Macropodusinae).
Назва Pseudosphromenus походить від давньогрецького ψευδής, що означає «псевдо», «несправжній», та хибного (застарілого) написання назви роду Osphronemus як Osphromenus.
Рід включає два дуже близьких між собою види з Південної Азії:
- Pseudosphromenus cupanus  (Cuvier, 1831) — купанус; довжина до 7,5 см; Індія, Шрі-Ланка.
- Pseudosphromenus dayi  (Köhler, 1908) — купанус Дея; довжина до 7,5 см; Південна Індія (штат Керала).

Представники роду Pseudosphromenus населяють західне та східне узбережжя Південної Індії й південно-західну Шрі-Ланку. Місця їх проживання, разом із представниками роду Malpulutta, є південно-західним краєм ареалу поширення азійських лабіринтових риб і розташовані за тисячу кілометрів від найближчої іншої лабіринтової риби. Обидва види населяють лише прибережні низовини. На Малабарському узбережжі вони зустрічаються разом, але займають окремі екологічні ніші.
Псевдосфромени мають струнке, видовжене і стиснуте з боків тіло. Бічна лінія неповна. Спинний та анальний плавці супроводжують більшу частину тіла й мають загострені кінці. У хвостовому плавці сильно подовжені центральні промені. Самці й самки мало відрізняються між собою.
Pseudosphromenus cupanus вперше був описаний як Polyacanthus cupanus Cuvier, 1831. 1909 року Ріган розмістив його в складі роду Macropodus Lacépède, 1801 і лише 1975 року Йорг Фірке (Vierke, Z. Tierpsychol, 38: 163—199, 1975) відновив рід Pseudosphronemus.
Вид Pseudosphromenus dayi довгий час вважався лише формою, різновидом або підвидом Pseudosphromenus cupanus. Лише 1994 року Моріс Коттела (фр. Maurice Kottelat) встановив його статус як окремого виду. Амбат Менон (англ. Ambat Gopalan Kutty Menon) 1999 року, базуючись на достовірних звітах акваріумістів, розташував Pseudosphromenus dayi у своєму контрольному списку прісноводних риб Індії як окремий вид. Джаярам (англ. K. C. Jayaram) підтверджує його статус окремого виду, також посилаючись на акваріумні джерела. Від свого найближчого родича Pseudosphromenus dayi відрізняється більш струнким тілом і сильніше подовженими кінцями непарних плавців, а ще яскравішим забарвленням.
Результати філогенетичного аналізу представників родини осфронемових, проведеного 2006 року, показують, що P. cupanus і P. dayi є сестринськими видами, що розійшлися між собою близько 5,3 млн років тому. Рід Pseudosphromenus в еволюційному плані найбільш тісно пов'язаний з родом Malpulutta, а рід Macropodus займає місце сестринської клади до цих двох родів.
У природі псевдосфромени мешкають переважно у водоймах з густою рослинністю. Це лабіринтові риби, для дихання вони використовують атмосферне повітря. Періодично вони спливають до поверхні води за черговим ковтком повітря. Воно переробляється й засвоюється за допомогою спеціального додаткового органу дихання — лабіринтового органу, розташованого в надзябровій порожнині. Псевдосфромени використовують цей орган не так активно, як інші лабіринтові риби.
Самці будують гнізда з піни й доглядають за потомством.
Обидва види ще з початку XX ст. тримають в акваріумах, Pseudosphromenus cupanus імпортували до Німеччини в 1903 р., а P. dayi в 1907 році. Щоправда останнім часом їх можна зустріти нечасто.